# Kasli
Kasli (en russe : Касли) est une ville de l'oblast de Tcheliabinsk, en Russie, et le centre administratif du raïon de Kasli. Sa population s'élevait à 15 483 habitants en 2021.

## Géographie
Kasli est située sur le versant oriental de l'Oural, à 138 km au nord-ouest de Tcheliabinsk, sur la rive septentrionale du vaste lac Irtiach.

## Histoire
La ville de Kasli est fondée en 1746 sous le nom de Kaslinski (Каслинский), près d'une fonderie. Elle accéda au statut de commune urbaine le 25 février 1929 et à celui de ville le 29 juillet 1942.
La date de fondation de la ville est le 23 mai 1746, lorsque l'on bâtit le village de Kaslinski autour de la construction de l'usine de fonderie (fonte et fer) des Korobkov. L'usine est achetée en 1751 par Nikita Demidov. Les produits finis sont livrés dans la partie européenne de la Russie par la rivière Oufa au départ de la jetée de Chemakha.
L'étymologie de Kasli provient du bachkir Кәҫли, dialecte Кәһте, provenant des lacs Grand Kasli et Petit Kasli (bachkir : Каҙлы, « des oies »). Une autre possibilité serait le mot bachkir кәҫле qui signifie « herbeux ».
L'usine de Kasli de l'ouïezd d'Ekaterinbourg du gouvernement de Perm est à l'été 1910 le sujet d'une série de photographies en couleur du fameux photographe russe Sergueï Prokoudine-Gorski. Les photographies en couleur permettent d'apprécier particulièrement bien l'invariance de l'aspect extérieur de la ville.
Le 25 février 1929, Kasli devient une commune de type urbain et le 29 juillet 1942, elle reçoit le statut de ville.
Le 17 janvier 1934, avec la suppression de l'oblast de l'Oural et la formation de l'oblast de Tcheliabinsk, la ville entre sous son administration. Après la catastrophe nucléaire de Kychtym, le 29 septembre 1957, les habitants sont évacués. le 1er février 1963, le raïon de Kasli est supprimé et son territoire est donné au raïon de Kounachak, tandis que l'administration de Kasli est transférée à Kychtym.
Le raïon de Kasli est restauré le 12 janvier 1965 et Kasli devient une ville d'importance régionale.

## Population
Recensements (*) ou estimations de la population
| 1931   | 1939*  | 1959*  | 1970*  | 1979*  |
| ------ | ------ | ------ | ------ | ------ |
| 17 500 | 21 280 | 21 837 | 20 672 | 21 166 |

| 1989*  | 2002*  | 2010*  | 2012   | 2013   |
| ------ | ------ | ------ | ------ | ------ |
| 21 530 | 19 091 | 16 969 | 16 879 | 16 776 |

| 2016   | 2019   | 2021   | - | - |
| ------ | ------ | ------ | - | - |
| 16 488 | 15 853 | 15 383 | - | - |

## Culture
- Statues de fonte de Kasli;
- Musée d'histoire et d'art de Kasli;
- Palais de la culture Zakharov;
- Deux centres de création pour les enfants;
- Bibliothèque centrale municipale.

## Enseignement
- Collège technique d'études industrielles et d'humanités de Kasli;
- Trois établissements d'enseignement général (24, 25 et 27);
- Plusieurs écoles de musique et d'art.

## Lieux à voir

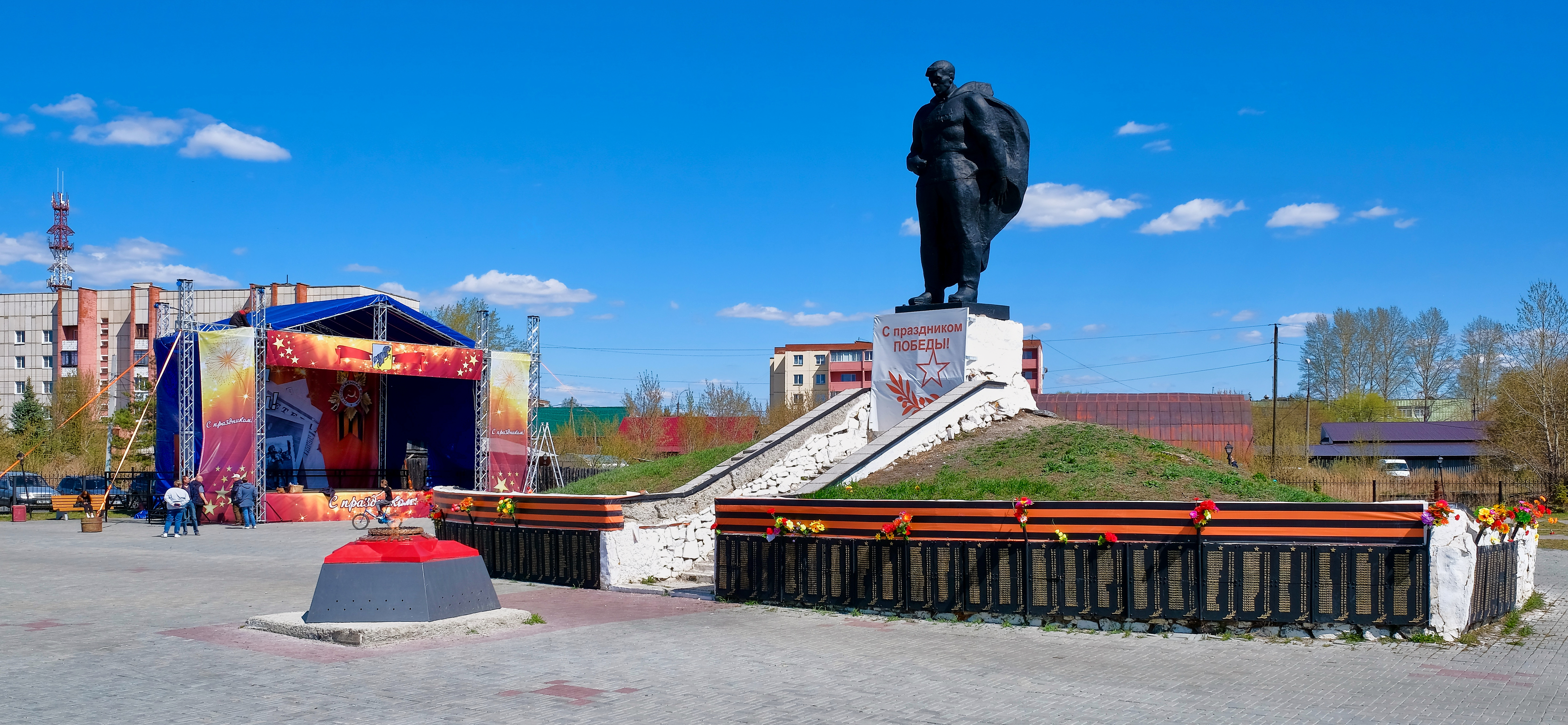
Monument aux morts de la Grande Guerre patriotique.

Le centre-ville est dominé par l'église de l'Ascension construite en 1852 selon les plans d'Ernst Christian Georg Sartorius. L'église est fermée par les autorités communistes en 1930, puis retourne au culte en 1943. C'est l'édifice le plus élevé de la ville (56 m pour le cocher avec sa croix) avec une coupole de 11 mètres de diamètre. Comme la plupart des églises de l'Oural du milieu du XIXe siècle, elle est conçue selon le style russo-byzantin avec des réminiscences néoclassiques. Elle possède un passage souterrain qui existe toujours.
La ville possède des monuments dédiés à la révolution et à la guerre civile du début du siècle dernier. l'on remarque le monument des ouvriers qui ont défendu la révolution à Kasli; la sépulture collective à la mémoire des combattants de la révolution. La tombe monumentale des combattants de la révolution. Le monument au-dessus de la tombe est couronné de bannières, sur les côtés se trouvent des plaques commémoratives, dont l'une porte les noms des personnes qui reposent ici. De l'autre, les paroles de Lénine sur la nécessité de se souvenir des combattants de la révolution,.
Le cimetière municipal de Kasli présente quelques sépultures d'intérêt datant d'il y a plus d'un siècle.
Le village (quartier) de l'usine date de l'époque de l'usine de Kasli avec sa route de Kazan reliant la ville à Tobolsk, Koungour, Oufa et Kazan. Cette route était plus préférée par les marchands qui ne voulaient pas payer plus de taxes d'octroi et de voïvodie sur la route officielle passant par Verkhotourié.
La première église de pierre de Kasli, dédiée à l'Assomption, (construite sous Demidov entre 1777 et 1785) est agrandie en 1899. Elle est aujourd'hui en ruines. Jjuste à côté se dresse l'église Saint-Nicolas, construite en 1861.
L'église en bois Saint-Pierre-et-Saint-Paul date de 2010-2013.
Le musée de l'art de la fonte présente une spécialité de la région, la fonderie d'art avec ses statuettes, ses grilles ouvragées, ferroneries, etc. C'est l'un des deux musées de Russie de la sorte, l'autre étant à Koussa. Il a été inauguré en 1963. Le travail de maîtres de différentes générations est ici présenté avec des objets décoratifs, du mobilier, des objets de culte et d'intérieur, des miniatures de moins de deux centimètres et la fameuse chaîne en fonte de Kasli. Le fonds du musée abrite dix mille objets et plus de 150 objets de fonte de Kasli sont présentés en exposition permanente.
L'ancien petit hôpital de 1780 est inscrit au patrimoine protégé

Lieux à visiter
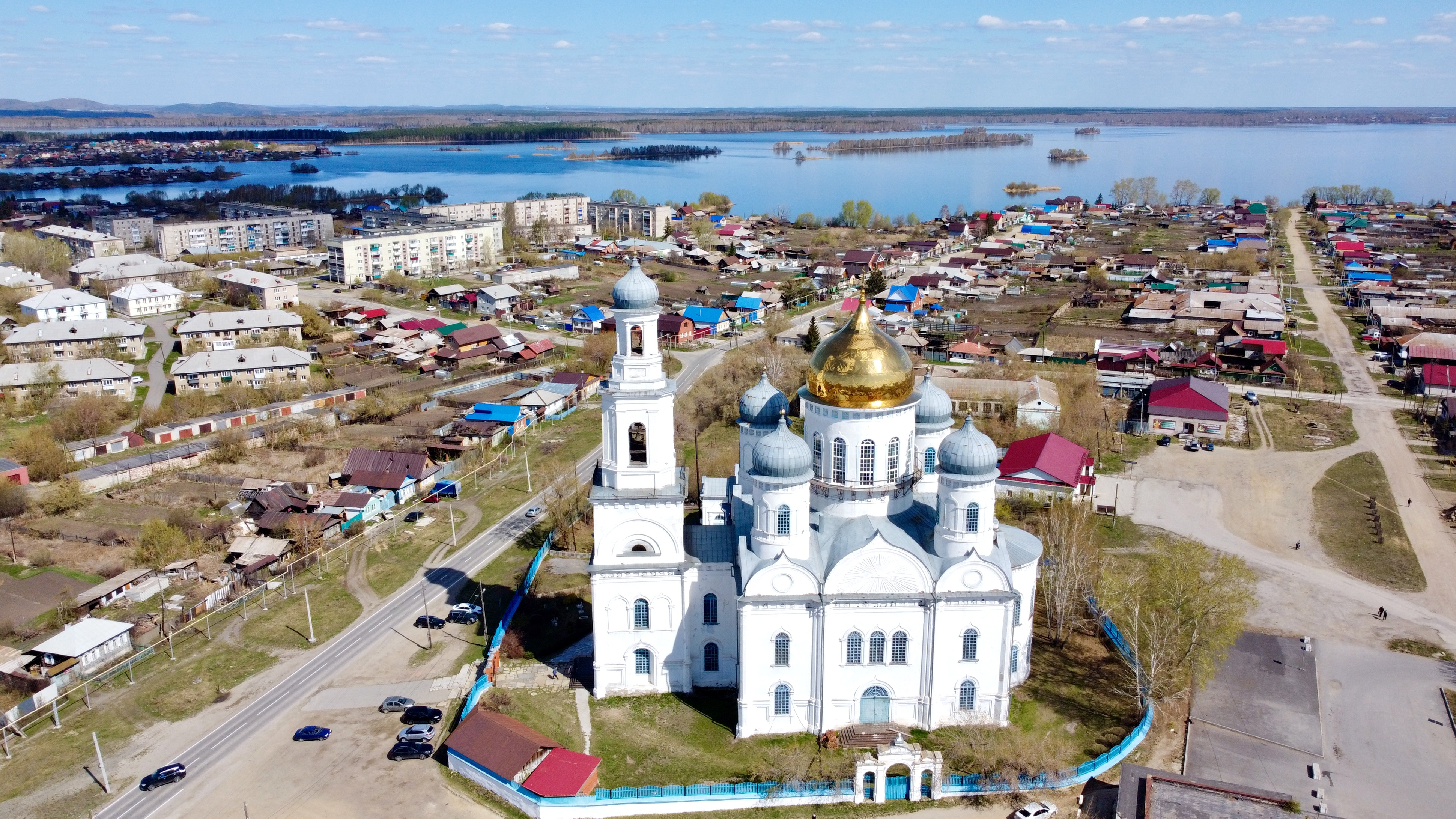
Vue de l'église de l'Ascension.
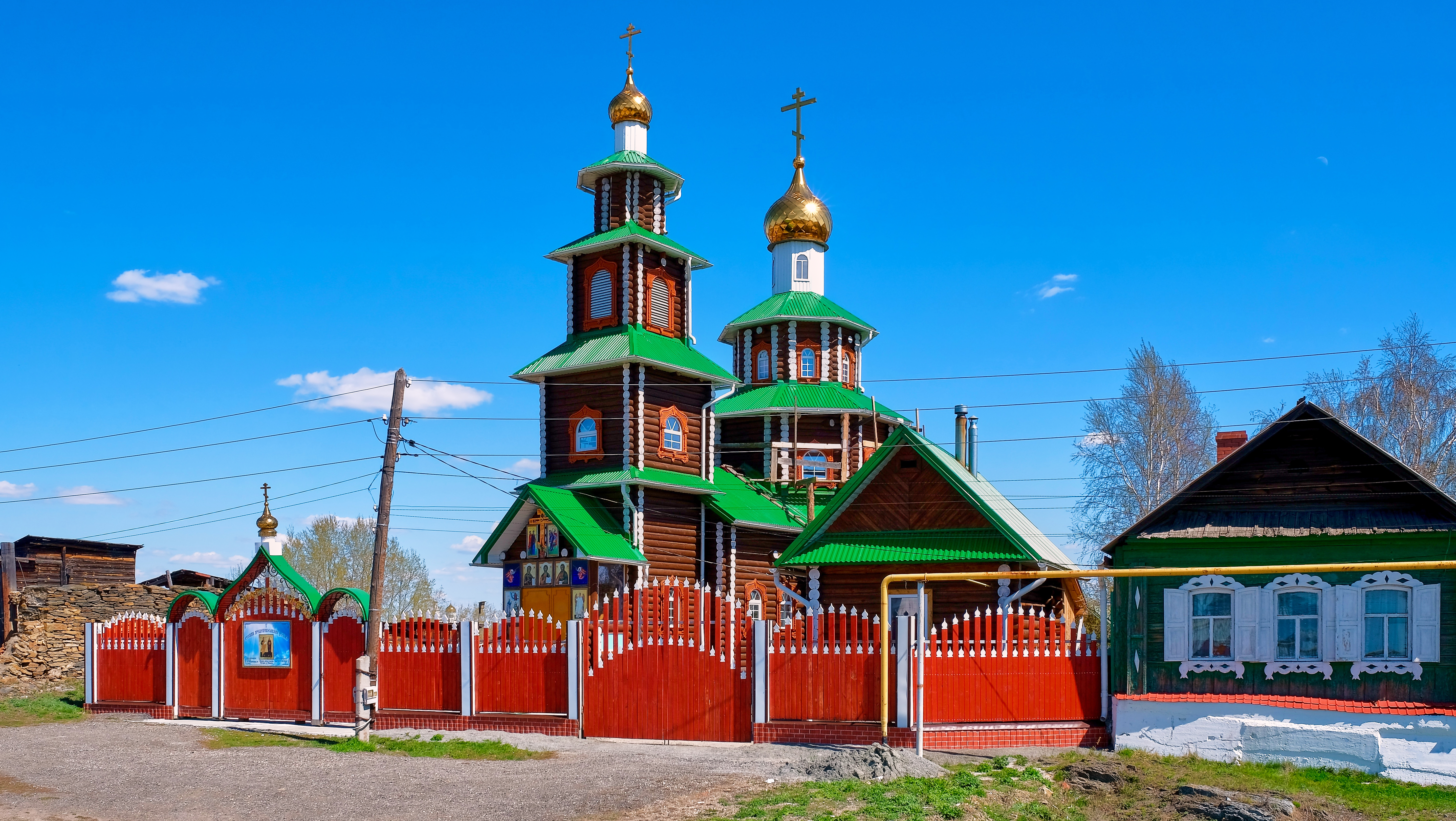
Vue de l'église Saint-Pierre-et-Saint-Paul.
Vue de l'ancien hôpital.
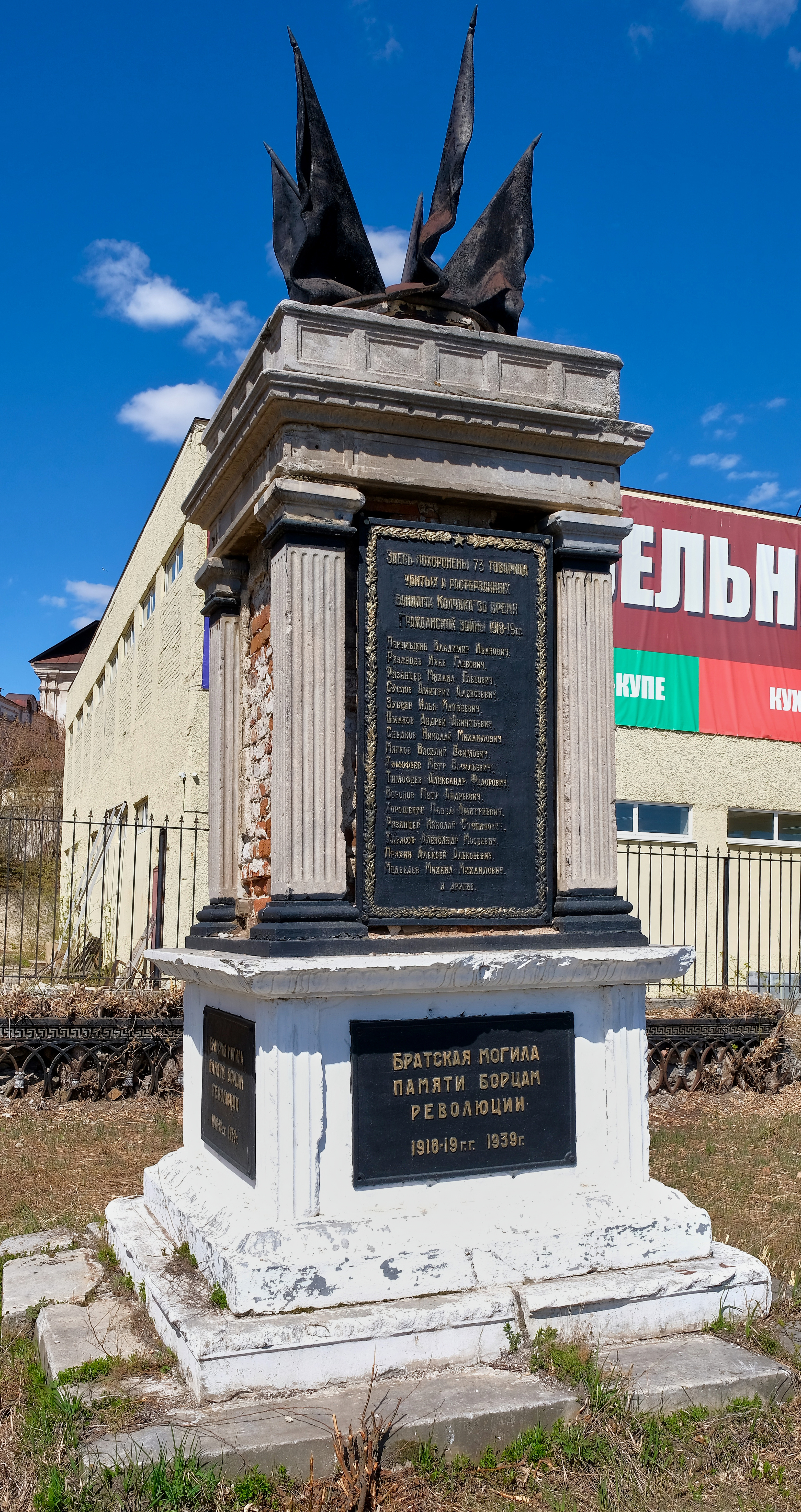
Monument aux soldats de l'Armée rouge.
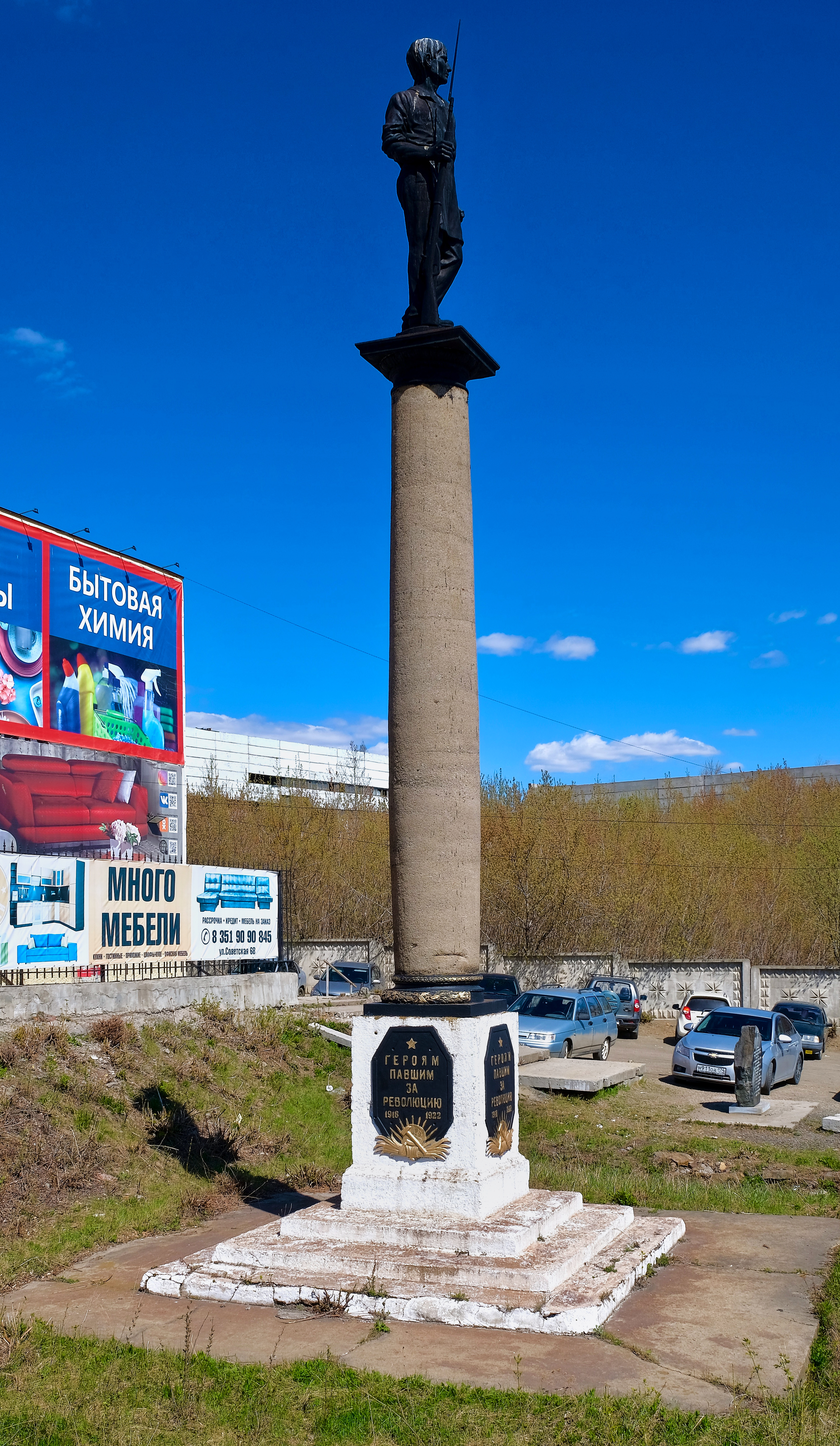
Monument en hommage aux victimes de la révolution.